# بجوار البحر
بجوار البحر (By the Sea) هو فيلم دراما تم إنتاجه في الولايات المتحدة وصدر في سنة 2015. الفيلم من إخراج أنجلينا جولي وكتابة أنجلينا جولي. من بطولة براد بيت وأنجلينا جولي.

## القصة
تدور أحداث الفيلم في فرنسا في منتصف السبعينيات، حيث يسافر كل من (فانيسا) الراقصة السابقة وزوجها الكاتب الأمريكي (رولاند) إلى الريف الفرنسي معًا، في حين تزداد غربتهما عن بعضهما باستمرار، وعندما يستقران في المدينة الصغيرة الهادئة بجوار البحر، يبدأ كلاهما في الاقتراب من الحياة الأكثر حيوية لسكان المدينة مثل الشابين المتزوجين حديثًا، وصاحب البار، والفندق.

## الميزانية والإيرادات
بلغت تكلفة إنتاج الفيلم حوالي 10 ملايين دولار بينما حقق إيرادات تقدر بـ 3.3 مليون دولار.

## وصلات خارجية
- بجوار البحر على موقع IMDb (الإنجليزية)
- بجوار البحر على موقع ميتاكريتيك (الإنجليزية)
- بجوار البحر على موقع روتن توميتوز (الإنجليزية)
- بجوار البحر على موقع قاعدة بيانات الأفلام العربية
- بجوار البحر على موقع ألو سيني (الفرنسية)
- بجوار البحر على موقع أول موفي (الإنجليزية)
- بجوار البحر على موقع بوكس أوفيس موجو (الإنجليزية)
- بجوار البحر على موقع فيلمافينيتي (الإسبانية)
- بجوار البحر على موقع قاعدة بيانات الفيلم (الإنجليزية)
- بجوار البحر على موقع ليتربوكسد (الإنجليزية)